# Laver Cup 2023
Der Laver Cup 2023 war ein Tennisturnier der Herren, das vom 22. bis 24. September 2023 in der Rogers Arena in Vancouver ausgetragen wurde.
Titelverteidiger war das Team Welt, das im letzten Jahr erstmals gewann.
Das Team Welt konnte den Titel mit einem 13:2-Erfolg verteidigen.

## Spielerauswahl
Félix Auger-Aliassime gab als erster Spieler am 2. Februar 2023 seine Teilnahme bekannt. Am 17. April 2023 gaben Taylor Fritz und Frances Tiafoe ihre Teilnahme im Weltteam bekannt. Als erste Spieler in Team Europa gaben Stefanos Tsitsipas und Andrei Rubljow am 20. April ihre Teilnahme bekannt. Am 24. April folgte Nick Kyrgios, welcher am 11. August seine Teilnahme wieder zurückzog. Am 25. April verkündete Holger Rune seine Teilnahme. Am 14. Juni gab Casper Ruud seine Teilnahme im Team Europa bekannt. Am 23. August wurden mit Hubert Hurkacz und Gaël Monfils die letzten Teilnehmer des Team Europa bekannt gegeben. Am gleichen Tag entschied sich Kapitän John McEnroe das Weltteam durch Tommy Paul, Francisco Cerúndolo und Ben Shelton zu komplettieren. Am 14. September wurde verkündet, dass Milos Raonic als Ersatzspieler das Team Welt ergänzt. Am 17. September gab Holger Rune seinen Verzicht auf den Laver Cup bekannt. Er wurde durch Alejandro Davidovich Fokina ersetzt. Kurz vor Turnierbeginn zog Tsitsipas seine Teilnahme wegen einer Verletzung zurück. Für ihn sprang Arthur Fils ein.

## Teilnehmer
| Team Europa                  | Team Europa |
| ---------------------------- | ----------- |
| Kapitän: Björn Borg          |             |
| Vize-Kapitän: Thomas Enqvist |             |
| Spieler                      | Rang 1      |
| Holger Rune                  | 4           |
| Stefanos Tsitsipas           | 5           |
| Andrei Rubljow               | 6           |
| Casper Ruud                  | 9           |
| Hubert Hurkacz               | 16          |
| Alejandro Davidovich Fokina  | 25          |
| Gaël Monfils                 | 35PR(142)   |
| Arthur Fils                  | 44          |

| Team Welt                     | Team Welt |
| ----------------------------- | --------- |
| Kapitän: John McEnroe         |           |
| Vize-Kapitän: Patrick McEnroe |           |
| Spieler                       | Rang 1    |
| Taylor Fritz                  | 8         |
| Frances Tiafoe                | 11        |
| Tommy Paul                    | 13        |
| Félix Auger-Aliassime         | 14        |
| Ben Shelton                   | 19        |
| Francisco Cerúndolo           | 21        |
| Nick Kyrgios                  | 21PR(472) |
| Christopher Eubanks           | 32        |
| Milos Raonic                  | 33PR(322) |

|  | Rückzug                                                                               |
|  | Ersatzspieler                                                                         |
|  | vom Turnier zurückgezogen nach einem vollendeten Spiel (durch Reservespieler ersetzt) |
|  | Reservespieler                                                                        |

## Ergebnisse
| Ergebnisse und Entwicklung der Punkte im Verlauf des Turniers | Ergebnisse und Entwicklung der Punkte im Verlauf des Turniers | Ergebnisse und Entwicklung der Punkte im Verlauf des Turniers | Ergebnisse und Entwicklung der Punkte im Verlauf des Turniers | Ergebnisse und Entwicklung der Punkte im Verlauf des Turniers | Ergebnisse und Entwicklung der Punkte im Verlauf des Turniers | Ergebnisse und Entwicklung der Punkte im Verlauf des Turniers | Ergebnisse und Entwicklung der Punkte im Verlauf des Turniers | Ergebnisse und Entwicklung der Punkte im Verlauf des Turniers | Ergebnisse und Entwicklung der Punkte im Verlauf des Turniers |
| Tag                                                           | Spiel                                                         | Modus                                                         | für Team Europa                                               | für Team Welt                                                 | Resultat                                                      | Punkte Europa                                                 | Punkte Welt                                                   | gesamt Europa                                                 | gesamt Welt                                                   |
| ------------------------------------------------------------- | ------------------------------------------------------------- | ------------------------------------------------------------- | ------------------------------------------------------------- | ------------------------------------------------------------- | ------------------------------------------------------------- | ------------------------------------------------------------- | ------------------------------------------------------------- | ------------------------------------------------------------- | ------------------------------------------------------------- |
| 1                                                             | 1                                                             | Einzel                                                        | Arthur Fils                                                   | Ben Shelton                                                   | 6:74, 1:6                                                     | –                                                             | 1                                                             | 0                                                             | 1                                                             |
| 1                                                             | 2                                                             | Einzel                                                        | Alejandro Davidovich Fokina                                   | Francisco Cerúndolo                                           | 3:6, 5:7                                                      | –                                                             | 1                                                             | 0                                                             | 2                                                             |
| 1                                                             | 3                                                             | Einzel                                                        | Gaël Monfils                                                  | Félix Auger-Aliassime                                         | 4:6, 3:6                                                      | –                                                             | 1                                                             | 0                                                             | 3                                                             |
| 1                                                             | 4                                                             | Doppel                                                        | Arthur Fils Andrei Rubljow                                    | Tommy Paul Frances Tiafoe                                     | 3:6, 6:4, [6:10]                                              | –                                                             | 1                                                             | 0                                                             | 4                                                             |
| 2                                                             | 1                                                             | Einzel                                                        | Andrei Rubljow                                                | Taylor Fritz                                                  | 2:6, 6:73                                                     | –                                                             | 2                                                             | 0                                                             | 6                                                             |
| 2                                                             | 2                                                             | Einzel                                                        | Casper Ruud                                                   | Tommy Paul                                                    | 7:66, 6:2                                                     | 2                                                             | –                                                             | 2                                                             | 6                                                             |
| 2                                                             | 3                                                             | Einzel                                                        | Hubert Hurkacz                                                | Frances Tiafoe                                                | 5:7, 3:6                                                      | –                                                             | 2                                                             | 2                                                             | 8                                                             |
| 2                                                             | 4                                                             | Doppel                                                        | Hubert Hurkacz Gaël Monfils                                   | Félix Auger-Aliassime Ben Shelton                             | 5:7, 4:6                                                      | –                                                             | 2                                                             | 2                                                             | 10                                                            |
| 3                                                             | 1                                                             | Doppel                                                        | Hubert Hurkacz Andrei Rubljow                                 | Ben Shelton Frances Tiafoe                                    | 6:74, 6:75                                                    | –                                                             | 3                                                             | 2                                                             | 13                                                            |
| 3                                                             | 2                                                             | Einzel                                                        | Casper Ruud                                                   | Taylor Fritz                                                  | nicht gespielt                                                | nicht gespielt                                                | nicht gespielt                                                | nicht gespielt                                                | nicht gespielt                                                |
| 3                                                             | 3                                                             | Einzel                                                        | Andrei Rubljow                                                | Frances Tiafoe                                                | nicht gespielt                                                | nicht gespielt                                                | nicht gespielt                                                | nicht gespielt                                                | nicht gespielt                                                |
| 3                                                             | 4                                                             | Einzel                                                        | Hubert Hurkacz                                                | Félix Auger-Aliassime                                         | nicht gespielt                                                | nicht gespielt                                                | nicht gespielt                                                | nicht gespielt                                                | nicht gespielt                                                |